# Kjelfossen
Kiellfossen – wodospad zwany potocznie "Kile" położony w Aurland, w południowej Norwegii. Jest dwudziestym ósmym najwyższym wodospadem na świecie. Jego wysokość całkowita wynosi 705 m.